# 이보느 소아르스

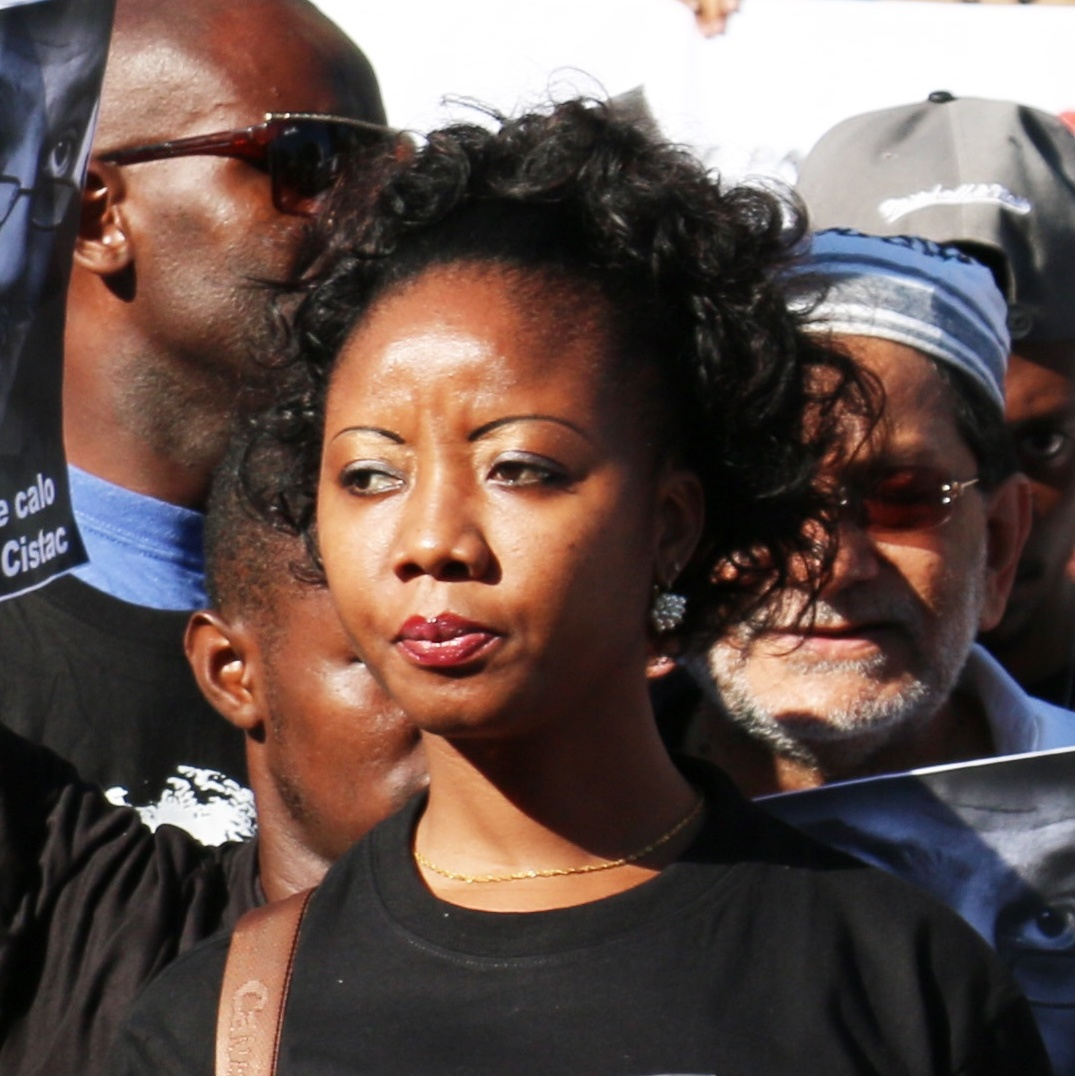
이보느 소아르스

이보느 소아르스(포르투갈어: Ivone Soares, 1979년 10월 23일 마푸투 ~ )는 모잠비크의 정치인이다. 모잠비크의 우파 정당인 모잠비크 민족 저항 운동(RENAMO)에서 활동했으며 모잠비크 해방전선(FRELIMO)에 대한 반대 입장을 표명했다. 2016년 9월에는 그를 암살하려는 시도가 있었지만 미수에 그쳤다.